# Malephora flavo-crocea
Malephora flavo-crocea är en isörtsväxtart som först beskrevs av Adrian Hardy Haworth, och fick sitt nu gällande namn av Hans Jacobsen och Schwant. Malephora flavo-crocea ingår i släktet Malephora och familjen isörtsväxter. Inga underarter finns listade i Catalogue of Life.